# Големи Свети Безсребреници
„Големи Свети Безсребреници Козма и Дамян“ (на гръцки: Μεγάλοι Άγιοι Ανάργυροι) е късносредновековна православна църква в южномакедонския град Бер (Верия), Егейска Македония, Гърция.

## Местоположение
Църквата е разположена на булевард „Аниксеос“ в близост до новата голяма църква „Свети Безсребреници“.

## История
Построена е в края на XVI век, но в началото на ΧΙΧ век е цялостно преустроена в петкорабна базилика с двускатен покрив.
Само в апсидата на храма, на източната стена са запазени важни стенописи от XVI век. В храма има голяма колекция от стари икони от разрушени византийски и поствизантийски църкви в Бер. Иконата на „Света Богородица“ (1734) е дело на Давид Селеница.
На 30 август 1979 година църквата е обявена за защитен паметник.